# J.League Cup / Copa Sudamericana Championship
La J. League Cup / Copa Sudamericana Championship, in giapponese Jリーグカップ/コパ・スダメリカーナ王者決定戦 (J rīgukappu / kopa sudamerikāna ōja kettei-sen?), in spagnolo Copa J.League-Sudamericana, è stata una competizione calcistica per squadre di club organizzata congiuntamente dalla Confederación sudamericana de Fútbol e dalla federazione calcistica del Giappone; essa contrapponeva la squadra vincitrice della Coppa Sudamericana e quella detentrice della Coppa J.League, e si teneva in gara unica nell'impianto interno della squadra giapponese.

## Storia
La competizione è nata all'inizio del 2008 per iniziativa della Japan Football Association e della CONMEBOL, e con la sponsorizzazione della banca Suruga. La gara si disputa in Giappone nello stadio dei campioni della Coppa J. League (J. League Cup).
Il 4 agosto 2010 i due enti organizzatori hanno firmato un accordo per prolungare almeno fino al 2015 la disputa di questa manifestazione.
Dall'edizione 2019 cambia denominazione, assumendo quella attuale.
Il miglior marcatore della competizione è Yūya Ōsako con 3 reti, tutte realizzate nell'edizione 2013. La coppa è stata vinta equamente tra squadre giapponesi e sudamericane, con sei affermazioni a testa. A partire dal 2020, non è stata più disputata causa la pandemia di COVID-19, la concomitanza di altre competizioni sportive o altri problemi di organizzazione.

## Finali
| Anno | Vincitore          | Risultato         | Finalista            | Stadio                          | Spettatori    |
| ---- | ------------------ | ----------------- | -------------------- | ------------------------------- | ------------- |
| 2008 | Arsenal Sarandí    | 1 - 0             | Gamba Osaka          | Stadio Nagai, Osaka             | 19 728        |
| 2009 | Internacional      | 2 - 1             | Oita Trinita         | Ōita Stadium, Ōita              | 16 505        |
| 2010 | FC Tokyo           | 2 - 2 4 - 3 (dtr) | LDU Quito            | Stadio Olimpico, Tokyo          | 19 423        |
| 2011 | Júbilo Iwata       | 2 - 2 4 - 2 (dtr) | Independiente        | Shizuoka Stadium, Fukuroi       | 19 034        |
| 2012 | Kashima Antlers    | 2 - 2 5 - 4 (dtr) | Universidad de Chile | Kashima Soccer Stadium, Kashima | 20 021        |
| 2013 | Kashima Antlers    | 3 - 2             | San Paolo            | Kashima Soccer Stadium, Kashima | 26 202        |
| 2014 | Kashiwa Reysol     | 2 - 1             | Lanús                | Kashima Soccer Stadium, Kashima | 10 140        |
| 2015 | River Plate        | 3 - 0             | Gamba Osaka          | Osaka Expo '70 Stadium, Suita   | 12 722        |
| 2016 | Ind. Santa Fe      | 1 - 0             | Kashima Antlers      | Kashima Soccer Stadium, Kashima | 19 716        |
| 2017 | Urawa Red Diamonds | 1 - 0             | Chapecoense          | Saitama Stadium 2002, Saitama   | 11 002        |
| 2018 | Independiente      | 1 - 0             | Cerezo Osaka         | Stadio Nagai, Osaka             | 10 035        |
| 2019 | Athl. Paranaense   | 4 - 0             | Shonan Bellmare      | Hiratsuka Stadium, Hiratsuka    | 9 129         |
| 2020 | Non disputata      | Non disputata     | Non disputata        | Non disputata                   | Non disputata |
| 2021 | Non disputata      | Non disputata     | Non disputata        | Non disputata                   | Non disputata |
| 2022 | Non disputata      | Non disputata     | Non disputata        | Non disputata                   | Non disputata |
| 2023 | Non disputata      | Non disputata     | Non disputata        | Non disputata                   | Non disputata |

## Vittorie per squadra
| Team                 | Vittorie | Sconfitte | Anni Vittorie | Anni Sconfitte |
| -------------------- | -------- | --------- | ------------- | -------------- |
| Kashima Antlers      | 2        | 1         | 2012, 2013    | 2016           |
| Independiente        | 1        | 1         | 2018          | 2011           |
| Arsenal Sarandí      | 1        | 0         | 2008          |                |
| Internacional        | 1        | 0         | 2009          |                |
| FC Tokyo             | 1        | 0         | 2010          |                |
| Júbilo Iwata         | 1        | 0         | 2011          |                |
| Kashiwa Reysol       | 1        | 0         | 2014          |                |
| River Plate          | 1        | 0         | 2015          |                |
| Ind. Santa Fe        | 1        | 0         | 2016          |                |
| Urawa Red Diamonds   | 1        | 0         | 2017          |                |
| Atlético Paranaense  | 1        | 0         | 2019          |                |
| Gamba Osaka          | 0        | 2         |               | 2008, 2015     |
| Chapecoense          | 0        | 1         |               | 2017           |
| Oita Trinita         | 0        | 1         |               | 2009           |
| LDU Quito            | 0        | 1         |               | 2010           |
| Universidad de Chile | 0        | 1         |               | 2012           |
| San Paolo            | 0        | 1         |               | 2013           |
| Lanús                | 0        | 1         |               | 2014           |
| Cerezo Osaka         | 0        | 1         |               | 2018           |
| Shonan Bellmare      | 0        | 1         |               | 2019           |

## Vittorie per nazioni
| Nazione   | Vittorie | Sconfitte | Squadra vincitrice                                                                              | Squadra sconfitta                                                                             |
| --------- | -------- | --------- | ----------------------------------------------------------------------------------------------- | --------------------------------------------------------------------------------------------- |
| Giappone  | 6        | 6         | Kashima Antlers (2), FC Tokyo (1), Júbilo Iwata (1), Kashiwa Reysol (1), Urawa Red Diamonds (1) | Gamba Osaka (2), Oita Trinita (1), Kashima Antlers (1), Cerezo Osaka (1), Shonan Bellmare (1) |
| Argentina | 3        | 2         | Arsenal Sarandí (1), River Plate (1), Independiente (1)                                         | Independiente (1), Lanús (1)                                                                  |
| Brasile   | 2        | 2         | Internacional (1), Athl. Paranaense (1)                                                         | San Paolo (1), Chapecoense (1)                                                                |
| Colombia  | 1        | 0         | Ind. Santa Fe (1)                                                                               |                                                                                               |
| Ecuador   | 0        | 1         |                                                                                                 | LDU Quito (1)                                                                                 |
| Cile      | 0        | 1         |                                                                                                 | Universidad de Chile (1)                                                                      |